# Morelábor
Morelábor és una localitat de la província de Granada. Té 847 habitants (INE 2005). Es va crear el 1974 de la fusió de les localitats de Moreda i Laborcillas. La principal activitat econòmica és el cultiu del cereal i de l'olivera.